# أغوستين فرنانديز
أغوستين فرنانديز (بالإسبانية: Agustín Fernández)‏ هو منافس ألعاب قوى إسباني، ولد في 11 مايو 1938.

## وصلات خارجية
- أغوستين فرنانديز على موقع الاتحاد الدولي لألعاب القوى (الإنجليزية)
- أغوستين فرنانديز على موقع اللجنة الأولمبية الدولية (الإنجليزية)
- أغوستين فرنانديز على موقع أوليمبيديا (الإنجليزية)
- أغوستين فرنانديز على موقع اللجنة الأولمبية الإسبانية (الإسبانية)